# Gilles Bertould
Gilles Bertould   (Plumaudan, 16 de maig de 1949) és un atleta francès, ja retirat, especialista en els 400 metres, que va competir durant les dècades de 1960 i 1970.
El 1968 va prendre part en els Jocs Olímpics d'Estiu de Ciutat de Mèxic, on va disputar dues proves del programa d'atletisme. En el 4×400 metres fou vuitè, mentre en els 400 metres quedà eliminat en sèries. Quatre anys més tard, als Jocs de Munic, va guanyar la medalla de bronze en els 4×400 metres. Formà equip amb Daniel Velasques, Francis Kerbiriou i Jacques Carette. En la cursa dels 400 metres quedà eliminat en sèries.
En el seu palmarès també destaca una medalla d'or en els 4x400 metres al Campionat d'Europa d'atletisme de 1969 i una de bronze al Campionat d'Europa d'atletisme en pista coberta de 1972 en el 4x2 voltes. A les Universíades de 1970 guanyà una medalla de bronze en el 4x400 metres.

## Millors marques
- 400 metres. 46.14" (1972)[2][3]